# جون جلان (مخرج أفلام)
جون جلان (بالإنجليزية: John Glen) (و. 1932  م) هو مخرج أفلام، ومخرج تلفزيوني، ومونتير، وكاتب سيناريو بريطاني، بدأ مشواره المهني سنة 1945.

## وصلات خارجية
- جون جلان على موقع IMDb (الإنجليزية)
- جون جلان على موقع ألو سيني (الفرنسية)
- جون جلان على موقع أول موفي (الإنجليزية)
- جون جلان على موقع قاعدة بيانات الأفلام السويدية (السويدية)
- جون جلان على موقع قاعدة بيانات الفيلم (الإنجليزية)
- جون جلان على موقع كينوبويسك (الروسية)
- جون جلان على موقع كينوبويسك (الروسية)